# Junior Eurovisiesongfestival 2017
Het Junior Eurovisiesongfestival 2017 was de 15de editie van het liedjesfestival. Het werd gehouden in Georgië, het land dat het Junior Eurovisiesongfestival een jaar eerder voor de derde keer won. Er namen zestien landen deel, één minder dan een jaar eerder.

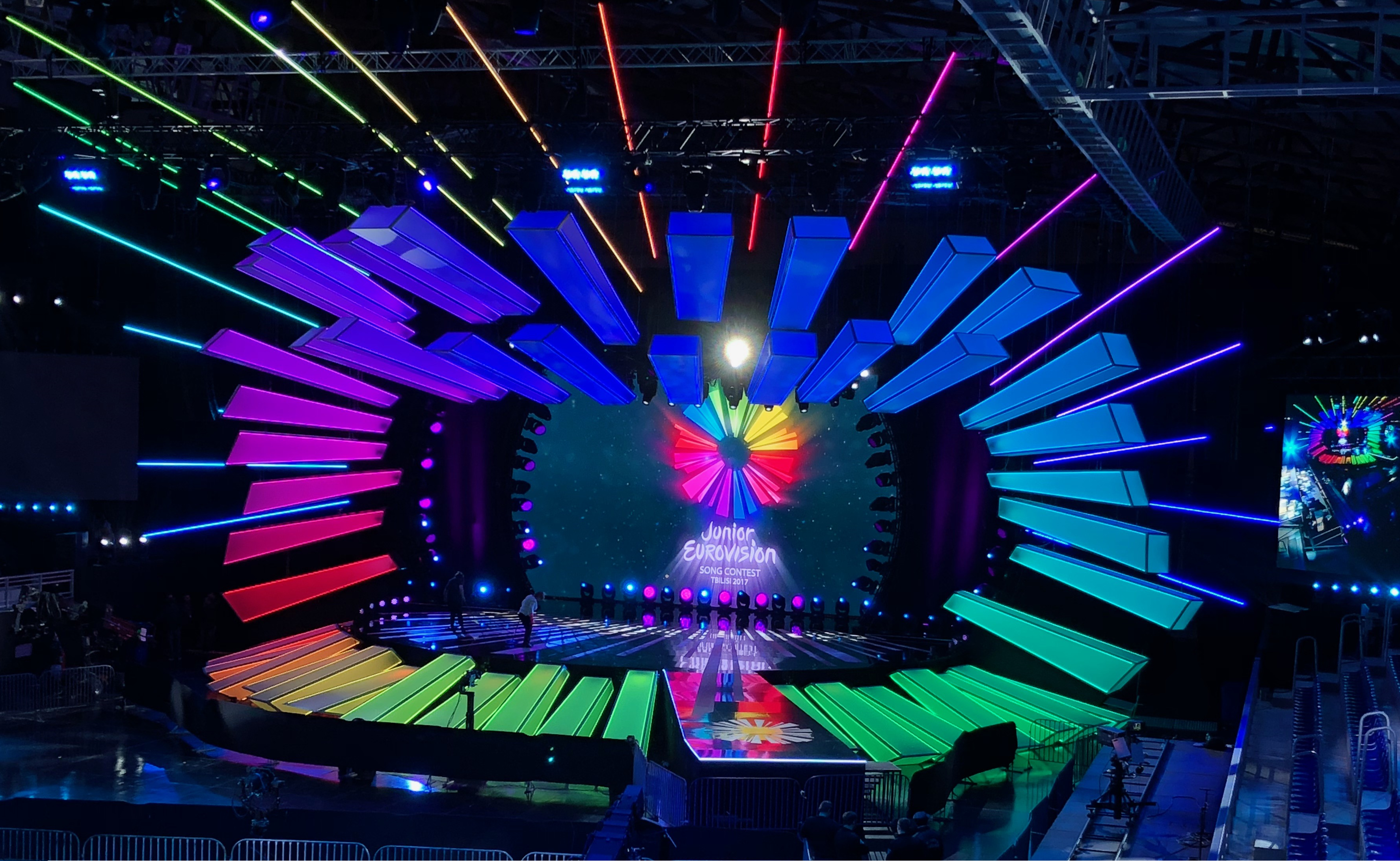
Podium van het Junior Eurovisiesongfestival 2017

## Uitslag
| Plaats | Land        | Taal                  | Artiest                      | Lied                 | Punten |
| ------ | ----------- | --------------------- | ---------------------------- | -------------------- | ------ |
| 1      | Rusland     | Russisch en Engels    | Polina Bogoesevitsj          | Wings                | 188    |
| 2      | Georgië     | Georgisch             | Grigol Kipsjidze             | Voice of the heart   | 185    |
| 3      | Australië   | Engels                | Isabella Clarke              | Speak up             | 172    |
| 4      | Nederland   | Nederlands en Engels  | FOURCE                       | Love me              | 156    |
| 5      | Wit-Rusland | Russisch              | Helena Meraai                | I am the one         | 149    |
| 6      | Armenië     | Armeens en Engels     | Misha                        | Boomerang            | 148    |
| 7      | Oekraïne    | Oekraïens en Engels   | Anastasija Bahinska          | Do not stop          | 147    |
| 8      | Polen       | Pools                 | Alicja Rega                  | Mój dom              | 138    |
| 9      | Malta       | Engels en Maltees     | Gianluca Cilia               | Dawra tond           | 107    |
| 10     | Servië      | Servisch              | Irina Brodic & Jana Paunovic | Ceo svet je naš      | 92     |
| 11     | Italië      | Italiaans en Engels   | Maria Iside Fiore            | Scelgo               | 86     |
| 12     | Macedonië   | Macedonisch en Engels | Mina Blažev                  | Dancing through life | 69     |
| 13     | Albanië     | Albanees en Engels    | Ana Kodra                    | Don't touch my tree  | 67     |
| 14     | Portugal    | Portugees             | Mariana Venâncio             | Youtuber             | 54     |
| 15     | Ierland     | Iers                  | Muireann McDonnell           | Súile glasa          | 54     |
| 16     | Cyprus      | Grieks en Engels      | Nicole Nicolaou              | I wanna be a star    | 45     |

## 12 punten

### Volwassenenjury
| Aantal keer 12 | Land        | Gekregen van                                            |
| -------------- | ----------- | ------------------------------------------------------- |
| 6              | Georgië     | Albanië, Armenië, Oekraïne, Polen, Rusland, Wit-Rusland |
| 4              | Rusland     | Australië, Georgië, Macedonië, Portugal                 |
| 1              | Armenië     | Cyprus                                                  |
| 1              | Australië   | Nederland                                               |
| 1              | Malta       | Italië                                                  |
| 1              | Oekraïne    | Servië                                                  |
| 1              | Polen       | Ierland                                                 |
| 1              | Wit-Rusland | Malta                                                   |

## Wijzigingen

Deelnemende landen
Landen die in het verleden deelnamen, maar in 2017 afwezig waren

### Terugkerende landen
- Portugal: Portugal, dat eerder op het jaar het Eurovisiesongfestival 2017 won, besliste na een afwezigheid van tien jaar terug te keren.

### Niet meer aanwezige landen
- Bulgarije: het gastland van het Junior Eurovisiesongfestival 2015 trok zich na drie opeenvolgende deelnames terug.
- Israël: nadat de IBA in het voorjaar van 2017 werd opgeheven, viel Israël zonder omroep die lid was van de EBU, hetgeen een voorwaarde is voor deelname aan het (Junior) Eurovisiesongfestival. Op 6 juli 2017 werd bekend dat de EBU en de nieuwe omroep IPBC een akkoord hadden gesloten waardoor Israël toch kon deelnemen aan EBU-festivals zonder lid te zijn van de Europese omroepkoepel.[4] Desalniettemin stond het land niet op de finale deelnemerslijst die de EBU op 8 augustus 2017 vrijgaf.[2]